# Metapseudes aucklandiae
Metapseudes aucklandiae is een naaldkreeftjessoort uit de familie van de Metapseudidae. De wetenschappelijke naam van de soort is voor het eerst geldig gepubliceerd in 1927 door Stephensen.